# Ehrennadel des DTSB

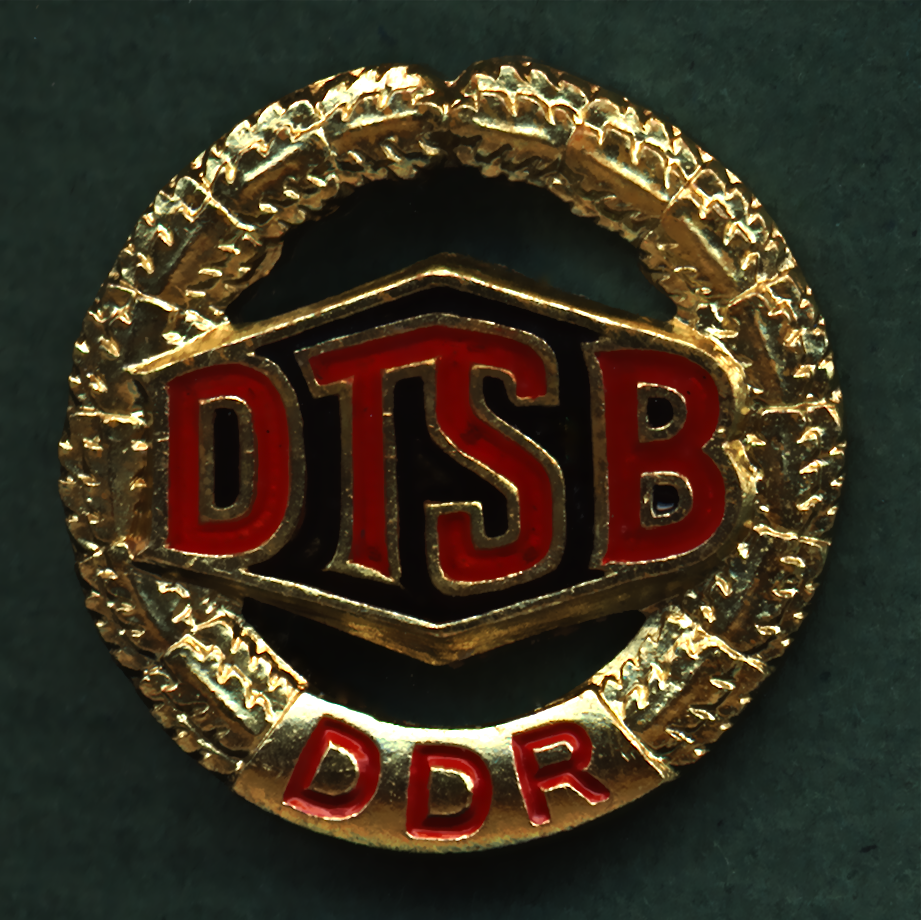
Ehrennadel des DTSB in Gold 1983

 Die Ehrennadel des DTSB war eine nichtstaatliche Auszeichnung  des Deutschen Turn- und Sportbundes (DTSB) der Deutschen Demokratischen Republik, welche 1958 als Auszeichnung des DTSB gestiftet wurde. Es war die Nachfolge der nur 1957 verliehenen Ehrennadel der Demokratischen Sportbewegung. 
Die Ehrennadel wurde in den Stufen Bronze (In Anerkennung guter Leistungen …), Silber (In Anerkennung besonderer Leistungen …) und Gold (In Anerkennung besonderer Verdienste …) verliehen. Sie zeigt einen runden Eichenlaubkranz mit einem Durchmesser von 18 mm, in dessen Mitte das emaillierte Symbol des DTSB in rot auf schwarzem Grund. Ab 1977 wurde auf dem unteren Rand des Eichenlaubkranzes zusätzlich die Inschrift: DDR aufgenommen, desgleichen auf der Verleihungsurkunde. 
Die Ehrennadel in Bronze verliehen die Kreis- bzw. Stadtvorstände des DTSB, in Silber die Vorsitzenden der Bezirksvorstände, die goldene Ehrennadel wurde nur durch den Zentralvorstand des DTSB der DDR in Berlin mit dem Signum des Präsidenten vergeben. An der Rückseite der Ehrennadel befindet sich eine angelötete Anstecknadel, die etwa 40 mm lang ist.